# 美しく青きドナウ (アニメーション)
『美しく青きドナウ』（原題：The Blue Danube）は、アメリカ合衆国の映画会社、メトロ・ゴールドウィン・メイヤー（MGM)社に作品を提供していたアニメーターのヒュー・ハーマンによる作品のひとつ（公開：1939年10月28日）。制作は「ヒュー･ハーマン・プロダクション」。『美しく蒼きドナウ』とも訳される。

## 内容
ヨハン・シュトラウスの「美しく青きドナウ」をバックミュージックに、ドナウ川の最上流で繰り広げられるひとつの物語である。

実り豊かな森林の中にある湖に女性の姿をした美しい妖精が住んでいた。彼女は青く澄んだ水が好きで、水がきれいになると優雅に踊り出すので、森の生き物たちはそれを見たいために自然の「青いもの」を花や果実といった植物、さらには空にかかる虹などから集めてくる。森の生き物には小鳥、リス、シカなどの他、人間の乳幼児の姿をした者もたくさんいて、彼らが力を合わせ、水を青く、きれいなものにしていく。
湖が青く澄むと、妖精は優雅に踊り始め、生き物たちはそれを楽しそうに眺めている。
やがて湖が青くきれいな水で満たされると、生き物たちは水門を開き、下流へ向けてきれいな水が谷間をくだり勢いよく流れ出る。これまであったものを一新するかのように。
そして、人間の姿をした者は白鳥や草花でできたゴンドラに乗り、妖精や動物たちに見送られ、彼らの父母の待つ下流の国々へと旅立っていくのである。
ドナウ川源流部の豊かな自然が描写され、その美しさそのものも讃えられているが、生態系の営みによりドナウ川の美しい自然環境や水資源が形成されていることがうまく描写されており、環境保全の大切さを理解することのできる作品である。

## 登場キャラクター
- 妖精
ドナウ川の最上流にある森に生息している。青く澄んだ水が好きで、少女のような姿をしている。
- 動物たち
小鳥やリス、シカ、ウサギなど多様。妖精の歌声、踊りが好きで、自然界の青いものを集め、川の水を浄化する役目を果たす。川のきれいな水が豊かな生命の営みに支えられていることの象徴である。
- 乳幼児（人類）
生態系の働きを象徴する存在で、動物たちと一緒に自然界から青いものを集め、川を浄化していく。実は下流に住む人たちが生まれる前の姿であり、川の水が命の源であることを示している。

## 日本でのTV放映
『新トムとジェリー』の短編に挟まれて放映されていた。また、『まんが宇宙船』内でもラインナップされていたため、『Cartoon Classics』枠でも放送された。

## 関連作品
- 『ウィーンの森の物語』（1934年） - ハーマン＝アイジング作品。『美しく青きドナウ』の前編ともいえる作品。ヨハン・シュトラウスのもう一つの代表曲である『ウィーンの森の物語』をバックミュージックに、ウィーンの森で小鹿と悪戯者の妖精であるパーンが繰り広げる物語で、カラーアニメーション創生期のカラーアニメとしても価値が高い作品。
- 『小人の花作り』（1936年） - ハーマン＝アイジング作品。土の下に住む小人が春の知らせを聞いて活動を始め地上を春の色で染めるもの。自然界の営みを小人の働きに例えており、本作品と内容が酷似している。
- 『森の小さな靴屋さん』（1950年） - テックス・アヴェリー作品。森の中に住む妖精たちが親切にしてくれた老夫婦に恩返しをするという御伽話的な作品。グリム童話「小人の靴屋」のパロディー。